# Hole in the wall
Hole in the wall is een van oorsprong Japans televisieprogramma uit 2006. Sinds oktober 2009 is het programma ook te zien op VT4 in België, waar het gepresenteerd wordt door Roos Van Acker en dat jaar was het ook te zien op SBS6 in Nederland, waar het gepresenteerd werd door Gerard Joling en Beau van Erven Dorens.

## Bedoeling
In de serie strijden twee teams, meestal bestaande uit bekende personen van het land waar het wordt uitgezonden, tegen elkaar. Teamleden dragen doorgaans spandex pakken met helm, kniebeschermers en elleboogbeschermers.
Om beurten moeten een of meer leden van een team plaatsnemen op een plateau, met achter hen een bak water. Vervolgens komt er een muur op hen afgeschoven waarin een of meer vormen zijn uitgesneden. De bedoeling is dat de deelnemers een dusdanige houding aannemen, dat ze precies door deze vorm passen en de muur dus langs hen heen schuift. Lukt dit niet, dan duwt de muur hen het water in. Hoe beter de deelnemers de vorm in de muur aannemen, des te meer punten krijgen ze voor hun prestatie.
Het spel is verdeeld in meerdere rondes. Per ronde worden de vormen in de muur lastiger. Tevens worden in de loop van het spel extra hindernissen toegevoegd om het passeren van de muur lastiger te maken. Voorbeelden zijn:
- De kandidaat moet met zijn rug naar de muur gaan staan en met behulp van een spiegel en aanwijzingen van zijn/haar teamgenoten ontdekken wat voor vorm er in de muur zit.
- Met twee tegelijk door dezelfde vorm in de muur moeten.
- Mystery Guest: hierbij moet een lid van een van beide teams een muur passeren met behulp van een speciaal voor deze aflevering uitgenodigde gastspeler.
- Killer question: hierbij staat een vraag op de muur geschreven, en zijn op de muur twee poorten getekend met een mogelijk antwoord. De poort met het goede antwoord is een echte poort, die makkelijk meegeeft indien de kandidaten ertegen aanduwen en waarlangs ze de muur kunnen passeren. De poort met het foute antwoord is nep.

## Internationale versies
De productierechten van het programma buiten Japan, liggen in handen van FremantleMedia. Deze heeft het programma al in meer dan 38 landen geproduceerd.
| Land                | Jaartal | Naam                | Nederlandse vertaling     | Zender                        | Presentatie                                   |
| ------------------- | ------- | ------------------- | ------------------------- | ----------------------------- | --------------------------------------------- |
| Argentinië          |         | El muro infernal    | De helse muur             | Telefe                        |                                               |
| Australië           | 2008    | Hole in the wall    | Gat in de muur            | Nine Network                  | Shelley Craft                                 |
| België              | 2009    | Hole in the wall    | Gat in de muur            | VT4                           | Roos Van Acker en Hans Otten                  |
| Brazilië            |         | De cara no muro     | Gezicht tegen de muur     | Rede Globo                    |                                               |
| Bulgarije           | 2008    | Дупка в Стената     | Gat in de muur            | Nova Television               | Rumen Lukanov                                 |
| Chili               | 2009    | La muralla infernal | De helse muur             | Megavisión                    | Javiera Contador en José Miguel Viñuela       |
| China               |         | 动洞墙              | Bewegend muurgat          | Shanghai Media Group          |                                               |
| Colombia            |         | Duro contra el muro | Hard tegen de muur        | RCN                           |                                               |
| Denemarken          |         | Hul i hovedet       | Gat in het hoofd          | TV3+                          |                                               |
| Duitsland           | 2009    | Ab Durch die Wand   | Door de wand              | RTL                           | Sonja Zietlow en Dirk Bach                    |
| Estland             |         | Auk Seinas          | Gat in de muur            | TV3                           |                                               |
| Finland             | 2009    | Reikä seinässä      | Gat in de muur            | Nelonen                       |                                               |
| Frankrijk           |         | Le mur infernal     | De helse muur             | Télé Monte Carlo              | Laurence Boccolini                            |
| Hongarije           | 2009    | Kalandra Fal!       | Muur voor avontuur        | RTL Klub                      |                                               |
| Hongkong            | 2009    | 大咕窿              | Gat in de muur            | Television Broadcasts Limited |                                               |
| India               |         |                     |                           | POGO                          | Cyrus Sahukar                                 |
| Indonesië           |         | Hole in the wall    | Gat in de muur            |                               |                                               |
| Israël              |         | Rosh Bakir          | Hoofd in de muur          |                               |                                               |
| Italië              |         | Hole in the wall    | Gat in de muur            |                               |                                               |
| Japan               | 2006    | 脳カベ              | Hersenen muur             | Fuji TV                       |                                               |
| Kroatië             | 2008    | Pazi, zid!          | Kijk uit, muur!           | Nova TV                       | Mia Kovačić                                   |
| Litouwen            |         | Hole in the wall    | Gat in de muur            | TV3                           |                                               |
| Maleisië            |         | Bolos               | Doorheen                  | RIA                           |                                               |
| Mexico              | 2009    | ¡Aguas Con El Muro! | Kijk uit voor de muur!    | TV Azteca                     |                                               |
| Nederland           | 2009    | Hole in the wall    | Gat in de muur            | SBS6                          | Beau van Erven Dorens en Gerard Joling        |
| Noorwegen           |         | Ylvis møter veggen  | Ylvis ontmoet de muur     |                               | Kjetil André Aamodt en Kjersti Idem           |
| Paraguay            | 2008    | El muro             | De muur                   | Canal 13 Paraguay             |                                               |
| Peru                | 2009    | Tecsuperate         |                           | Canal 4 America Television    |                                               |
| Polen               | 2009    | Hole in the wall    | Gat in de muur            | TV4                           | Adam Małczyk, Adam Grzanka en Michał Pałubski |
| Portugal            | 2009    | Salve-se Quem Puder | Redde wie zich redden kan |                               | Diana Chaves en Marco Horácio                 |
| Roemenië            |         | Vedete-n Figuri     |                           | Prima TV                      |                                               |
| Rusland             |         | Stenka na Stenku    | Muur tegen Muur           | Channel 1                     |                                               |
| Spanje              | 2008    | El Muro Infernal    | De helse muur             |                               | Julian Iantzi                                 |
| Turkije             | 2009    | Bak Su Duvara       | kijk naar de muur         | StarTV                        | Behzat Uygur                                  |
| Verenigd Koninkrijk | 2008    | Hole in the wall    | Gat in de muur            | BBC One                       | Dale Winton (2008) Anton Du Beke (2009)       |
| Verenigde Staten    | 2008    | Hole in the wall    | Gat in de muur            | Fox / Cartoon Network         | Breanna Thompson (2008) Nick Wells (2009)     |
| Zuid-Korea          |         |                     |                           | Jiwhaza                       |                                               |
| Zweden              | 2008    | Hål i väggen        | Gat in de muur            | TV6                           |                                               |